# Nice to Meet You, Walden Schmidt
Nice to Meet You, Walden Schmidt is een aflevering van de Amerikaanse sitcom Two and a Half Men en de première van het negende seizoen. De aflevering werd op 19 september 2011 voor het eerst uitgezonden op de commerciële televisiezender CBS, werd door 28 miljoen Amerikanen bekeken en was een kijkcijferrecord voor de serie. Ze is de eerste aflevering met Ashton Kutcher als hoofdrolspeler na het ontslag van Charlie Sheen , die acht seizoenen lang de hoofdrol speelde als de componist en rokkenjager Charlie Harper. Kutcher geeft gestalte aan het nieuwe hoofdpersonage Walden Schmidt. Ze is de 178e aflevering en de centrale verhaallijnen omvatten de begrafenis van Charlie Harper, die zou zijn om het leven gekomen in Parijs, en de introductie van de aanvankelijk suïcidale Walden.
"Nice to Meet You, Walden Schmidt" moet worden beschouwd als een doorstart van de serie, als een soort nieuwe pilootaflevering of reboot.

## Voorgeschiedenis

### Ontslag van Charlie Sheen

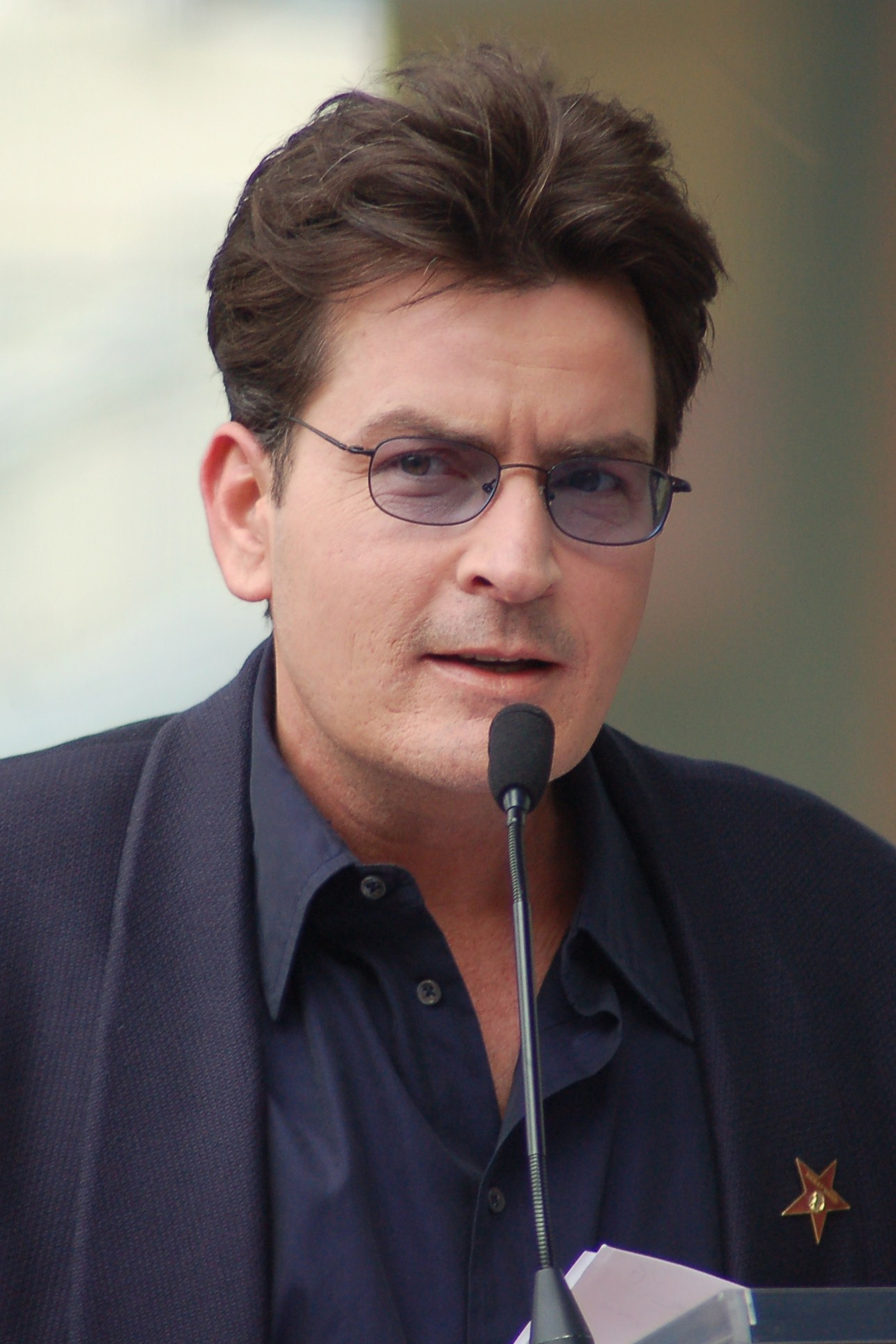
Charlie Sheen, acht jaar lang de ster van de serie

Vanaf het najaar van 2010 en gedurende het voorjaar van 2011 had Charlie Sheen, de originele hoofdrolspeler van Two and a Half Men, te kampen gehad met ernstige psychologische problemen veroorzaakt door alcoholmisbruik en druggebruik. Charlie Sheen, wiens personage Charlie Harper losjes gebaseerd was op zijn eigen imago van enfant terrible in Hollywood, leefde die ganse knotsgekke periode op ramkoers met de bedenker van de serie, Chuck Lorre. Sheen kon niet langer door één deur met Lorre  en collega-acteurs onder wie vermeend ook Jon Cryer (Alan Harper). Sheens toestand zou zijn verslechterd vanaf januari 2011 , toen de makers besloten de opnames van het achtste seizoen even op te schorten. In februari 2011 werd de serie uiteindelijk stopgezet na de aflevering "That Darn Priest" en Sheen werd op 7 maart 2011 ontslagen door productiehuis Warner Bros..
Twijfels over de toekomst van de populaire sitcom doemden op, daar Sheen de populariteit van de serie op de schouders zou hebben gedragen.

### Doorstart met Ashton Kutcher

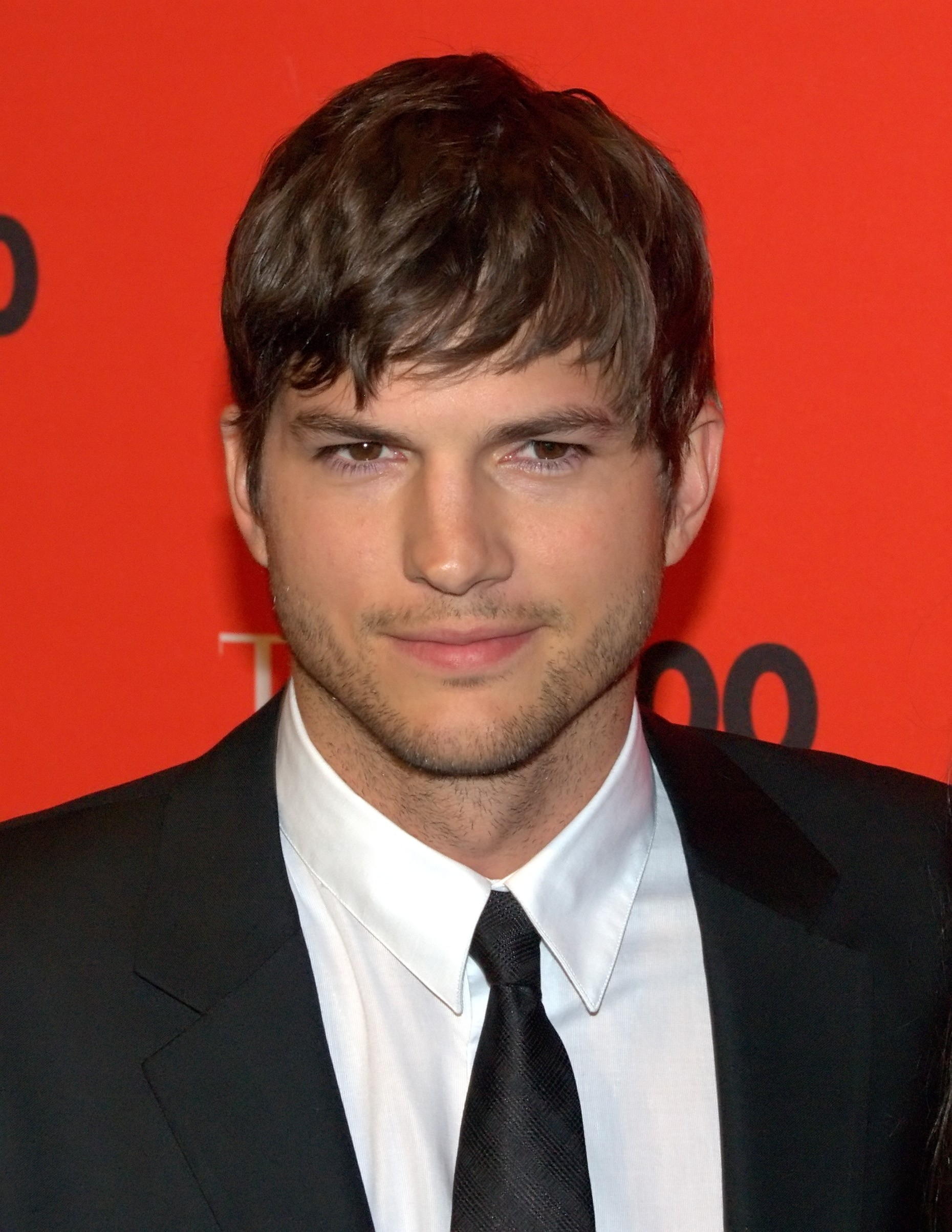
Ashton Kutcher vervoegde de hoofdcast na het ontslag van Charlie Sheen

Uiteindelijk besloten Chuck Lorre en zijn crew om door te gaan met de serie, met een gloednieuw hoofdpersonage ter vervanging van dat van Sheen. Ashton Kutcher moest Sheen doen vergeten. Kutcher speelt Walden Schmidt, een in eerste instantie door een plotselinge scheiding suïcidale en kinderlijke software-ontwikkelaar en internetmiljardair. Sheen en Kutcher raakten in een oorlog verwikkeld op Twitter en gaven elkaar steken onder de gordel tijdens optredens in druk bekeken laatavondpraatprogramma's als Conan, hoewel Sheen Kutcher eerst succes wenste, bij zijn toetreding tot de hoofdcast van het programma en ondanks het feit dat zijn personage op een heftige manier uit de serie werd geschreven.
Sheen viseerde echter vooral Chuck Lorre, de bedenker en uitvoerend producent van Two and a Half Men, een ruzie die bleef duren.

Gefeliciteerd aan de crew van TaaHM. Jullie hebben de juiste man gevonden.
— Charlie Sheen over de keuze voor Ashton Kutcher, in de lente van 2011.

## Inhoud

### Begrafenis van Charlie Harper
De aflevering begint met de begrafenis van Charlie Harper (Charlie Sheen, die dus niet meer te zien is), waarbij zijn familie en een reeks voormalige vriendinnen aanwezig zijn. In het tussenseizoen overleed Charlie in Parijs, nadat hij vermoedelijk onder een trein zou zijn beland. Zijn toenmalige partner Rose (Melanie Lynskey) werd er door Charlies huishoudster Berta (Conchata Ferrell) van beschuldigd dat ze Charlie onder de trein duwde omdat Rose verklaarde dat ze hem op reis betrapte met een andere vrouw. Charlie en Rose gingen ver terug. Rose was aanvankelijk Charlies stalkster na een onenightstand die plaatsvond voor de gebeurtenissen uit de serie.
Acht jaar lang bleef Rose hem stalken, tot Charlie zelf tot inzicht kwam dat Rose de ware was. Hij gaf toe aan haar avances na haar steeds afgewezen te hebben.
In de slotaflevering van het achtste seizoen ("That Darn Priest") vertrekt hij met Rose naar Parijs.
Charlie bedroog Rose op reis met een andere vrouw en stierf onder twijfelachtige omstandigheden.

### Intrede van Walden Schmidt
Na de begrafenis van Charlie staat zijn moeder Evelyn Harper (Holland Taylor), die vastgoedmakelaar is, de zware taak te wachten om Charlies strandhuis in Malibu te verkopen. Charlies broer Alan Harper (Jon Cryer) kan het huis namelijk niet afbetalen. Charlie, zelf een miljonair, sloot destijds drie hypothecaire leningen af ("I Can't Afford Hyenas"). Alan woonde bij zijn broer in, maar heeft het niet breed doordat het slecht gaat met zijn chiropraxie-praktijk (en het huis is simpelweg veel te duur voor een man als hij). Evelyn heeft het aanvankelijk moeilijk om een koper voor het huis van haar zoon te vinden.
Verschillende kopers bieden zich aan, onder wie Jenna Elfman en Thomas Gibson uit de Chuck Lorre-sitcom Dharma & Greg en acteur John Stamos die bekend werd door zijn rol als Jesse Katsopolis in de sitcom Full House. Het kostenplaatje ligt echter te hoog en Charlies huis raakt maar niet verkocht. 's Avonds, wanneer Alan geëmotioneerd door het huis dwaalt en in gesprek is met de urne van Charlie, staat plots een doorweekte figuur die veel weg heeft van Jezus Christus op het dek (Ashton Kutcher). Alan schrikt dusdanig op van de man dat hij de urne van Charlie op de grond laat vallen. De man stelt zich voor als Walden Schmidt.
Walden zegt dat hij zelfmoordneigingen heeft omdat zijn huwelijk op de klippen is gelopen. Hij belt nog eens met zijn vrouw in een poging haar te sussen, maar het mag niet baten. Zijn poging tot verzoening wordt door haar afgewimpeld en Walden wil zich in de Stille Oceaan verdrinken. Alan slaagt erin op Walden in te praten. Hij neemt Walden mee naar Pavlov's, de bar waar hij altijd met zijn broer Charlie naartoe ging.
Walden onthult dat hij een groot fortuin heeft gemaakt als IT'er, dat hij een concurrent is van Steve Jobs. Ze hebben samen een leuke avond en de volgende avond brengt Alans ex Judith (Marin Hinkle) naar goede gewoonte hun zoon Jake (Angus T. Jones) naar zijn vader. Jake en Walden ontmoeten elkaar, waarna de aflevering eindigt met Walden die Alan omhelst uit dankbaarheid.

## Rolverdeling

### Hoofdpersonages
- Jon Cryer (Alan Harper)
- Angus T. Jones (Jake Harper)
- Ashton Kutcher (Walden Schmidt)
- Conchata Ferrell (Berta)

### Gastpersonages
- Marin Hinkle (Judith Melnick)
- Holland Taylor (Evelyn Harper)
- Melanie Lynskey (Rose)
- Ryan Stiles (Herb Melnick)
- Jenna Elfman (Dharma Montgomery)
- Thomas Gibson (Greg Montgomery)
- John Stamos (John Stamos)
- Emmanuelle Vaugier (Mia)
- Jennifer Bini Taylor (Chelsea Melini)
- Tricia Helfer (Gail)
- Denise Richards (Lisa)
- Katherine LaNasa (Lydia)
- Jenny McCarthy (Courtney Leopold alias Sylvia Fishman)
- Jodi Lyn O'Keefe (Isabella)
- Missi Pyle (Dolores Pasternak)
- Jeri Ryan (Sherri)
- Liz Vassey (Michelle)
- Martin Mull (Russell de apotheker)